# الغواصة الألمانية يو-377
غواصة يو-377 غواصة يو بوت ألمانية من الفئة السابعة سي بنيت لسلاح بحرية ألمانيا النازية كريغسمارينه، في أحواض أتش دي دبليو خلال الحرب العالمية الثانية.
تم إرفاق الغواصة U-377 بالسفينة السادسة من طراز U-boat Flotilla، وكانت جاهزة للخدمة في الخطوط الأمامية اعتبارًا من 1 فبراير 1942. خدمت مع أسطول U-boat Flotilla الحادي عشر المتمركز في النرويج اعتبارًا من 1 يوليو 1942، وتم نقلها إلى 9th U - قافلة بحرية مقرها فرنسا في 1 مارس 1943. أبحرت في 11 دورية حربية بين فبراير 1942 ويناير 1944، لكنها لم تغرق أي سفينة، قبل أن تغرق وفقدت كل الأيدي في 17 يناير 1944 على الموقع 49 ° 39 N 20 ° 10′W حسب الشحنات العميقة الصادرة عن المدمرة البريطانية HMS Wanderer والفرقاطة HMS Glenarm.

## تصميم الغواصة
سبقت الغواصات الألمانية من النوع VIIC غواصات من النوع VIIB الأقصر. إن إزاحة اليورانيوم U-377 تبلغ 769 طنًا (757 طنًا طويلًا) عندما تكون على السطح و 871 طنًا (857 طنًا طويلًا) أثناء الغمر.  كان يبلغ إجمالي طولها 67.10 م (220 قدمًا 2 بوصة) ، وطول هيكل الضغط 50.50 م (165 قدمًا 8 بوصات) ، وشعاع 6.20 م (20 قدمًا 4 بوصات)، وارتفاع 9.60 م (31 قدمًا 6). في) ، ومسودة 4.74 م (15 قدمًا 7 بوصة). تم تشغيل الغواصة بواسطة محركي ديزل من نوع Germaniawerft F46 رباعي الأشواط ، بست أسطوانات ، ينتج ما مجموعه 2800 إلى 3200 حصان متري (2،060 إلى 2350 كيلوواط ؛ 2760 إلى 3160 حصانًا) للاستخدام أثناء الظهور على السطح ، اثنان من Garbe ، Lahmeyer & Co. RP 137 / c محركات كهربائية مزدوجة المفعول تنتج ما مجموعه 750 حصانًا متريًا (550 كيلوواط ، 740 shp) للاستخدام أثناء الغمر. كان لديها عمودان ومراوح بطول 1.23 متر (4 قدم). كان القارب قادرًا على العمل على أعماق تصل إلى 230 مترًا (750 قدمًا).